# Гагара білодзьоба
Гагара білодзьоба (Gavia adamsii) — водоплавний птах родини гагарових. Гніздиться у північних регіонах Євразії та Північної Америки. В Україні рідкісний залітний птах

## Морфологічні ознаки

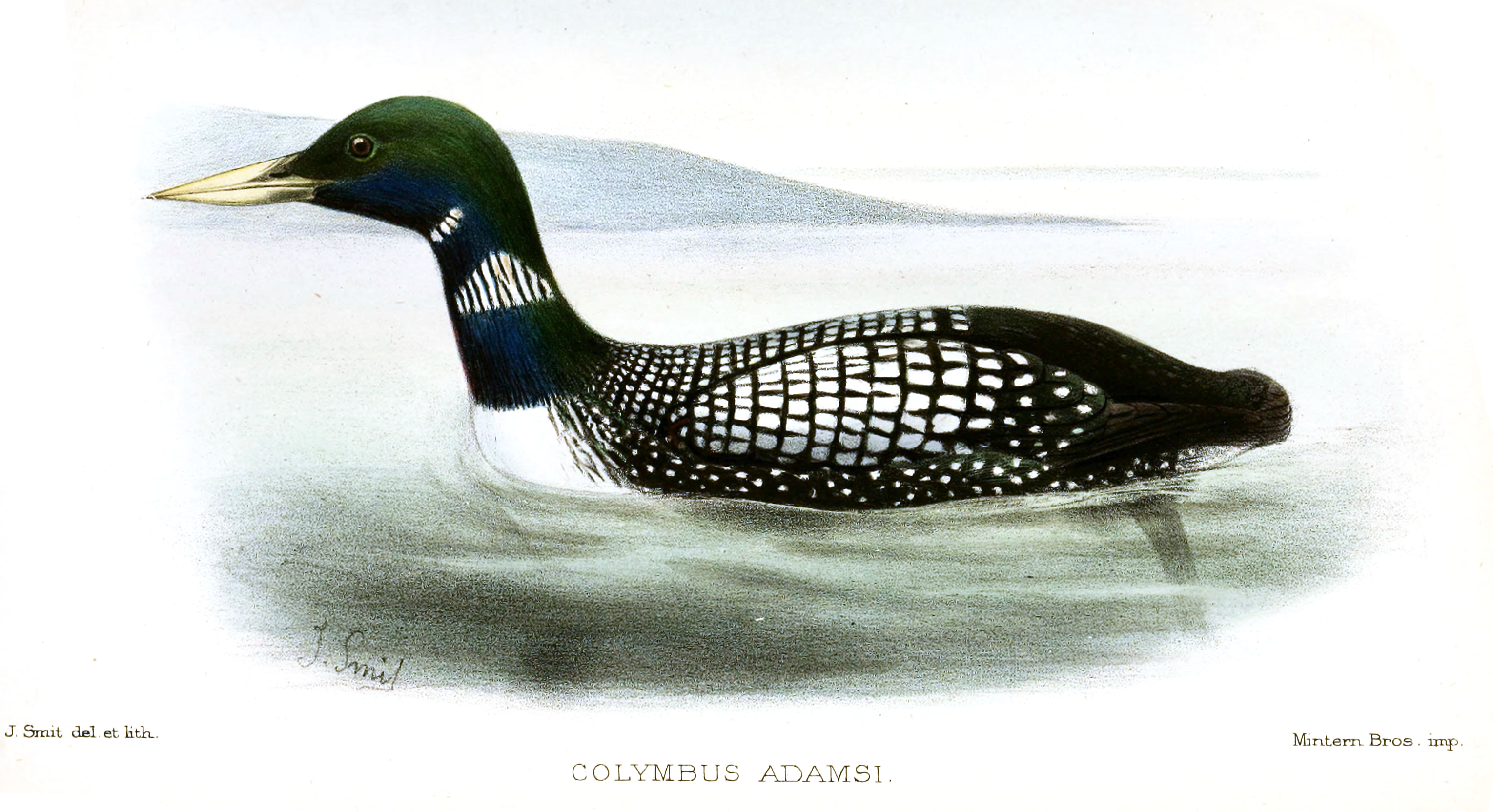
Птах у шлюбному вбранні

Найбільша з гагар. Довжина крила 365–405 мм, маса до 5-6 кг. Голова і шия великі, товсті, чорні з пурпуровим відтінком. Дзьоб масивний, жовтувато-білий, злегка кирпатий. У польоті здається більш масивною і довгокрилою, ніж інші гагари. На горлі і шиї невеликі поперечні ділянки чорно-білого поздовжнього штрихування. Верх тіла у шлюбному вбранні чорний з великими білими плямами, низ перлинно-білий з чорними поздовжніми смужками на боках грудей. Взимку верх темно-бурий, спина світліше голови.

## Поведінка
З води піднімається порівняно легко. Літає високо, до крутих поворотів в польоті не здатна. При небезпеці воліє пірнати. Під водою гребе тільки лапами, крила щільно притиснуті до тіла. Найбільш обережна і мовчазна з гагар. Голос навесні на воді схожий на голос інших гагар, але грубіше і голосніше (в тиху погоду чутний на 2 кілометри), іноді нагадує іржання, іноді це звичайні для гагар стогони і крики. У польоті видає особливий крик, що нагадує сміх, схожий на «хараре … хараре …».

## Гніздування
Гніздиться у рівнинній і горбистій тундрі і лісотундрі, обов'язково поблизу від водойм, багатих рибою. З озер воліє середні і великі (до 2-3 км в довжину) з прозорою водою, піщаними і кам'янистими берегами (Кречмар, 1966). Білодзьобі гагари гніздяться і на невеликих тундрових озерцях, які раніше звільняються від льоду і розташовані недалеко від більших, багатих рибою водойм (Сироечковский, Рогачова, 1995).